# Ennenda
Ennenda est une ancienne commune suisse du canton de Glaris, située dans la commune de Glaris.

## Géographie

Photo aérienne prise à 200 m par Walter Mittelholzer (1925)

Selon l'Office fédéral de la statistique, Ennenda mesure 22,23 km2. 
Ennenda comprend les localités d'Ennetbühls et Oberdorf. Elle est limitrophe de Filzbach, Glaris, Mitlödi, Mollis, Netstal, Obstalden et Sool.

## Économie
Parmi les entreprises ayant leur siège à Ennenda, on peut citer le chocolatier Läderach.

## Démographie
Selon l'Office fédéral de la statistique, Ennenda compte 2 684 habitants fin 2022. Sa densité de population atteint 121 hab./km2.
Le graphique suivant résume l'évolution de la population d'Ennenda entre 1850 et 2008 :